# Peter R. de Vries
Peter Rudolf de Vries (Aalsmeer, 14 de noviembre de 1956-Ámsterdam, 15 de julio de 2021) fue un periodista de investigación y reportero del crimen neerlandés. Su programa de televisión Peter R. de Vries, misdaadverslaggever («Reportero del crimen»), emitido entre 1995 y 2012, cubrió casos de gran repercusión y estableció un récord de audiencia en la televisión neerlandesa. En 2005, fundó su propio partido político, que se disolvió poco después.

## Juventud y carrera
Peter Rudolf de Vries nació el 14 de noviembre de 1956 en Aalsmeer (Países Bajos). Asistió a la escuela primaria en Amstelveen y a la secundaria en Ámsterdam. De 1976 a 1977 se alistó en el servicio militar, donde alcanzó el rango de sargento.
En 1978, se convirtió en periodista del diario De Telegraaf en La Haya y, posteriormente, en Ámsterdam. Poco a poco, pasó del periodismo general a la información criminal, cubriendo los principales casos penales de los Países Bajos. En 1987, dimitió de De Telegraaf y se convirtió en redactor jefe del semanario Aktueel, que transformó en una revista de crímenes.

## Periodismo de investigación
De Vries ha trabajado para varias publicaciones en el pasado y es periodista independiente especializado en crímenes desde 1991. Investigó el asesinato de Christel Ambrosius, y reveló que Mabel Wisse Smit conocía al narcotraficante Klaas Bruinsma mejor de lo que había admitido. Otro tema importante en su exposición fue un disquete encontrado. Este disco contenía información detallada de la investigación del AIVD, el servicio secreto holandés. Resultó que el servicio observó al político asesinado Pim Fortuyn; el servicio pensó que tenía relaciones sexuales con hombres marroquíes.

### Investigación de corrupción policial
El 13 de septiembre de 2006, De Vries fue detenido en Oisterwijk y encarcelado durante varias horas en Tilburgo cuando trató de enfrentarse a un agente de policía con acusaciones sobre actuaciones dudosas en relación con las herencias de mujeres mayores. Se le acusó de un cargo de allanamiento de morada. El caso se archivó en enero de 2007 «a la vista de los resultados finales de la persistente búsqueda de la verdad y de los resultados de la investigación disciplinaria» sobre el comportamiento del policía en cuestión.

### Investigación del Caso Kennedy
En el primer semestre de 2006, De Vries y Wim Dankbaar produjeron un especial de dos horas y media sobre el asesinato del presidente estadounidense John F. Kennedy en 1963. En el que ha sido el programa más largo de De Vries hasta la fecha, pasó dos semanas en Texas hablando con antiguos agentes de la CIA y del FBI y con la exnovia de Lee Harvey Oswald. Uno de los entrevistados, James Files, dijo que fue el pistolero responsable de acabar con la vida de Kennedy. Files contradijo las conclusiones de la Comisión Warren y afirmó que la CIA y la mafia estaban implicadas en el asesinato.

### Desaparición de Natalee Holloway
En noviembre de 2006, se emitió un programa de De Vries en el que acusaba a Joran van der Sloot, uno de los principales sospechosos de la desaparición de Natalee Holloway, de su desaparición en Aruba.
El 11 de enero de 2008, Van der Sloot lanzó un vaso de vino tinto a la cara de De Vries justo después de una emisión en directo del programa de entrevistas holandés Pauw & Witteman en el que De Vries y Van der Sloot (con sus padres) habían sido invitados. El vino se metió en los ojos de De Vries y parece que le causó un dolor considerable. Durante la tensa pero pacífica conversación durante la emisión, De Vries había cuestionado en varias ocasiones la integridad de Van der Sloot.
El 31 de enero de 2008, De Vries declaró a los medios de comunicación que sabía lo que había ocurrido en el caso de Natalee Holloway. Compartió sus hallazgos con la policía, afirmando que mostraría públicamente estas nuevas pruebas en un episodio especial de su programa de televisión. El 3 de febrero de 2008 se emitió un vídeo encubierto en la televisión holandesa en el que se veía a Van der Sloot supuestamente fumando marihuana y admitiendo haber estado presente durante la muerte de Holloway. El programa fue visto por 7 millones de espectadores en los Países Bajos y fue el programa no deportivo más popular de la historia de la televisión holandesa. Patrick van der Eem, que trabajaba encubierto para De Vries, se había hecho amigo de Van der Sloot, quien no sabía que estaba siendo grabado cuando dijo que Holloway había sufrido algún tipo de convulsión mientras mantenía relaciones sexuales en la playa. Después de no poder reanimarla, dijo que llamó a un amigo llamado Daury, que la cargó en un bote y tiró su cuerpo al mar. El fiscal de Aruba determinó que el vídeo era admisible, pero las pruebas se consideraron insuficientes para justificar una nueva detención. Aunque la confesión grabada parecía condenatoria, Van der Sloot argumentó que mentía para impresionar a Van der Eem, que creía que era un traficante de drogas. Van der Eem dijo que ABC pagó 830 000 dólares para asegurarse los derechos de emisión del programa en Estados Unidos.
De Vries escribió la introducción del libro de junio de 2008 Overboord: hoe ik Joran van der Sloot aan het praten kreeg («Por la borda: cómo conseguí que Joran van der Sloot hablara») en el que Van der Eem relata su experiencia con Van der Sloot con transcripciones del vídeo encubierto. El 22 de septiembre de 2008, en Nueva York, De Vries aceptó un premio Emmy Internacional en Asuntos de Actualidad por su cobertura mientras estaba acompañado por la madre de Natalee, Beth Holloway.

### Tráfico sexual de Joran van der Sloot

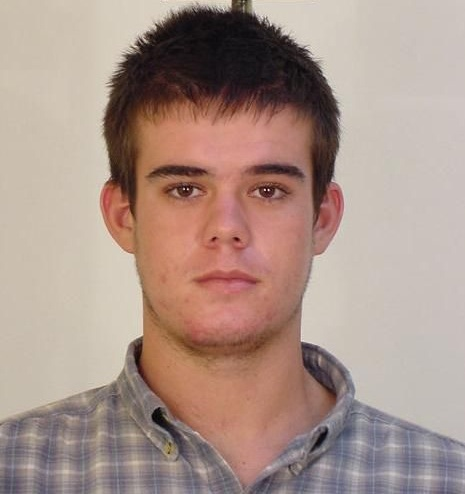
Foto policial de Joran van der Sloot.

En noviembre de 2008, De Vries emitió imágenes encubiertas de Van der Sloot haciendo los preparativos para el aparente tráfico sexual de mujeres tailandesas en Bangkok. De Vries afirmó que Van der Sloot ganaba 13 000 dólares por cada mujer vendida para la prostitución en los Países Bajos. Van der Sloot utilizó el alias de «Murphy Jenkins» para evitar a las autoridades tailandesas. El Ministro de Justicia peruano, Aurelio Pastor, dijo que Tailandia había presentando cargos penales contra Van der Sloot. Según The National Enquirer, se le está investigando por su implicación en la desaparición de jóvenes mujeres que podría haber reclutado para una banda tailandesa de esclavas sexuales mientras se hacía pasar por asesor de producción para una agencia de modelos que las enviaba a Europa.

### Muerte de Mariska Mast

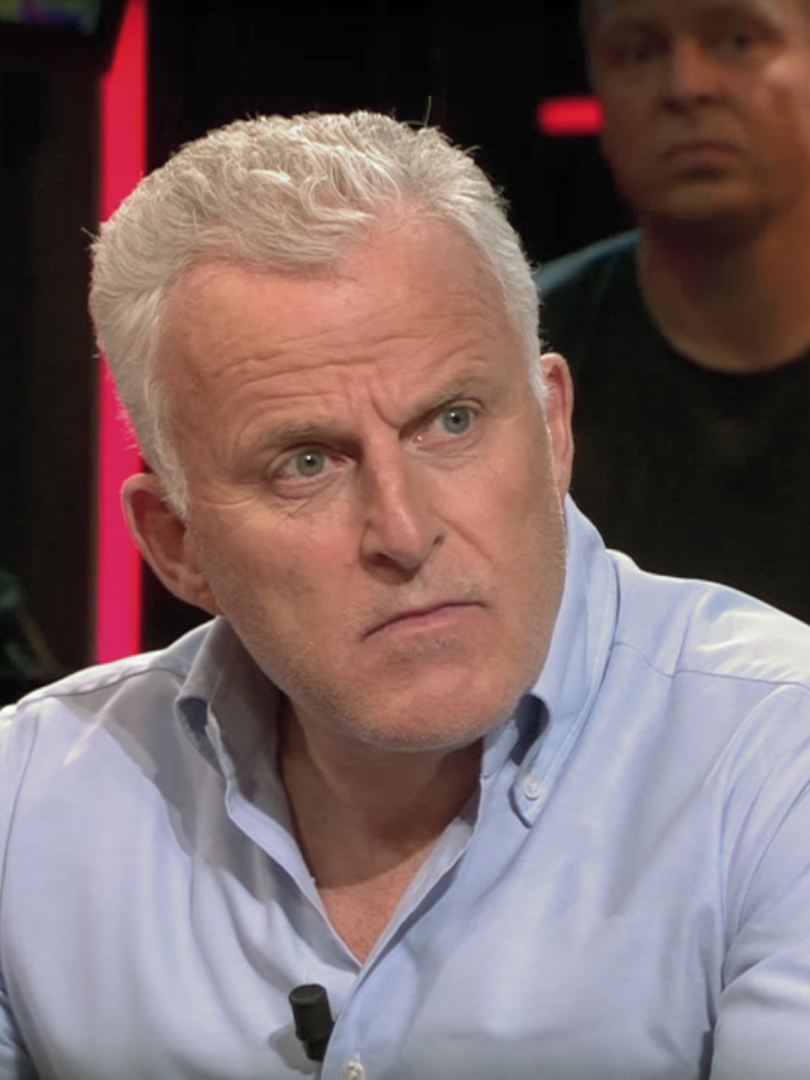
De Vries en De Wereld Draait Door en 2017.

En agosto de 2010, De Vries viajó a Subiaco (Australia Occidental) para intentar entrevistarse con el instructor de buceo Daniel Ian Ross, a quien se busca a través de la Interpol por la muerte en agosto de 2008 de la turista holandesa Mariska Esmeralde Mast, de 23 años, en la isla hondureña de Roatán. Ross fue detenido inicialmente y puesto en libertad tras entregar su pasaporte británico con instrucciones de no salir de la isla. Ross, que tiene doble nacionalidad, utilizó entonces su pasaporte australiano para abandonar la isla. Ross negó su responsabilidad en la muerte a través de sus abogados en Australia, que no tiene un tratado de extradición con Honduras. El informe de la autopsia indicó que Mast murió a causa de lesiones por objeto contundente y asfixia por estrangulamiento. Su compañera de piso, Jisoo Han, que ayudó a llevar a Mast al hospital, fue detenida posteriormente y se encuentra bajo arresto domiciliario en Honduras. Han apeló públicamente a Ross para que se presentara y la exonerara. Ross llamó a la policía cuando De Vries intentó ponerse en contacto con él en su casa el 19 de agosto. De Vries fue detenido y pagó una multa de 200 dólares por desobedecer una orden policial de alejamiento. El 6 de septiembre, el magistrado de Perth Giuseppe Cicchini rechazó una solicitud de Ross de una orden de alejamiento contra De Vries, que para entonces había abandonado el país. De Vries criticó a la policía de Australia Occidental por haberle detenido, declarando: «No le toqué, no le insulté, no le amenacé... Se trata de un caso de homicidio y yo lo localicé y ahora me meten en la cárcel. Es el mundo al revés».

### Trabajo documental con Beth Holloway
El 11 de septiembre de 2010, De Vries viajó a Lima (Perú) con su equipo de televisión y Beth Holloway para visitar la prisión Miguel Castro Castro, donde Joran van der Sloot estaba recluido mientras esperaba el juicio por el asesinato y robo de Stephany Tatiana. Según el abogado de Van der Sloot, Máximo Alonso, su cliente fue llevado a su encuentro «prácticamente a la fuerza». Máximo Alonso declaró que el encuentro con Holloway duró «menos de un minuto», y que Van der Sloot dijo que no podía hablar con ella sin que estuviera presente su abogado y le entregó su tarjeta de visita. Alonso afirmó que Holloway fue «colada» en la prisión sin que el equipo de medios de comunicación identificara con quién estaba. Un portavoz de la prisión declaró que el nombre de Holloway no se encontraba en el registro de visitantes. El grupo fue expulsado de la prisión, al parecer después de que los guardias descubrieran una cámara oculta. Los representantes de Holloway y De Vries negaron que hubiera una cámara oculta ni que se hubiera grabado nada. El coronel Abel Gamarra, de la Policía Nacional de Perú, declaró que no se había producido ninguna detención. Durante su estancia en Perú, Holloway habló con el hermano de Flores Ramírez, Enrique, ante las cámaras. El 17 de septiembre De Vries y el grupo salieron de Perú hacia Panamá y llegaron a Aruba el mismo día. Pasó unos días en Aruba trabajando con Holloway en un documental sobre su hija desaparecida que se emitiría en la televisión holandesa, con la cooperación de los fiscales que habían estado investigando a Van der Sloot.

## Política
En 2005, De Vries fundó un partido político, Partij voor Rechtvaardigheid, Daadkracht en Vooruitgang (P.R.D.V. o Partido por la Justicia, la Acción y el Progreso). El 31 de octubre presentó sus planes, centrados principalmente en cambiar la cultura política existente en los Países Bajos. Para demostrar su punto de vista, declaró que una encuesta de opinión del 16 de diciembre decidiría si continuaría con su partido o no, con un punto de corte del 41%. Como solo el 31,4% pensaba que De Vries sería una ganancia para la política holandesa, decidió disolver el partido.

## Oficina de abogados e investigaciones
Junto con el abogado penalista Khalid Kasem, en octubre de 2017 De Vries y su hijo Royce de Vries crearon un despacho de abogados en Diemen (zona sureste de Ámsterdam) De Vries & Kasem - Lawyers | Investigations. Al no ser él mismo abogado, se convirtió en el director de la empresa, realizando únicamente trabajos de asesoramiento y peritaje a petición explícita por escrito de los clientes y a título personal.

## Muerte
El 6 de julio de 2021 fue tiroteado tras salir del estudio de televisión de RTL en Ámsterdam, donde había aparecido como invitado. Una semana más tarde murió en un hospital.

### Juego de mesa
- Peter R. de Vries Misdaadverslaggever ("Peter R. de Vries reportero del crimen") ISBN 978-90-261-1924-8